# Annelies Dom
Annelies Dom (8 april 1986) is een Belgisch voormalig wielrenster en baanwielrenster. Ze reed van 2014 tot 2016 drie seizoenen voor Lensworld.eu - Zannata en vanaf 2017 vier jaar bij Lotto Soudal Ladies.
Dom werd in 2017 Belgisch kampioen baanwielrennen bij de elite dames in puntenkoers en in 2018 Belgisch kampioen op de weg bij de elite dames. In januari 2020 maakte ze bekend na het seizoen te stoppen als wielrenster. Ze blijft bij de ploeg Lotto Soudal Ladies betrokken als ploegleidster.

## Wegwielrennen

### Palmares
2013
 Belgisch kampioenschap tijdrijden voor dames elite
2018
 Belgisch kampioenschap wielrennen voor dames elite

## Baanwielrennen

### Palmares
2015
 Belgische kampioenschappen dames elite achtervolging
2016
 Belgische kampioenschappen dames elite puntenkoers
 Belgische kampioenschappen dames elite achtervolging
2017
 Belgische kampioenschappen dames elite 500 meter
 Belgische kampioenschappen dames elite puntenkoers
 Belgische kampioenschappen dames elite achtervolging
 Belgische kampioenschappen dames elite scratch
Beckers · Daams · Delzenne · Dom · Hoffmann · Kachelhoffer · Kiesenhofer · Kopecky · Moonen · Schmidt · Van der Meulen · Vanhoutte
Beckers · Castrique · Demey · Dom · Dréville · Van ’t Geloof · Hoffmann · De Jong · Kopecky · Moonen · Van de Velde · Van den Steen · Vanhoutte
Braam · Castrique · Christmas · Dessart · Dom · Hoffmann · De Jong · Kopecky · Moonen · Nguyễn · Van de Velde · Van den Steen · Vanhoutte
Beekhuis · Braam · Castrique · Christmas · Dom · Fidanza · Kopecky · Meertens · Nguyễn · Parkinson · Siggaard · Van de Velde · Vandenbulcke